# Douglass Houghton
Pour les articles homonymes, voir Douglas Houghton et Houghton.
Douglass Houghton (21 septembre 1809 – 13 octobre 1845) est l'un des premiers géologues américains de la Conquête de l'Ouest, au XIXe siècle, et l'un des premiers maires de Détroit.

## Histoire
Né à Troy, près de New York dans la famille d'un avocat devenu juge, Douglass Houghton  étudie au Rensselaer Polytechnic Institute, sous la direction du géologue Amos Eaton
En 1830, la ville de Détroit l'embauche, après une recommandation de son professeur Eaton et prend la tête d'une bande de jeunes qui se font connaître dans la petite ville de l'Ouest, les "Houghton boys". Henry Rowe Schoolcraft l'embauche pour des expéditions de géologie et biologie dans la région du Lac Supérieur et le bassin supérieur du Mississippi en 1831 et 1832. Il prodigue alors de nombreuses services médicaux aux tribus indiennes, puis épouse en 1833 son amie d'enfance Harriet Stevens avec qui il a deux enfants. En 1836 commencent les spéculations immobilières, alors que l'État Michigan est créé en 1837. Le nouvel État lui confie une revue annuelle du sous-sol de la péninsule de Keweenaw, comme cela se fait dans tous les états, selon la politique voulue par le président Andrew Jackson. La 4e édition, en 1841, déclenche un rush minier. Le géologue a cependant prévenu que l'exploitation du cuivre nécessite des moyens techniques importants.
En 1839, il est devenu professeur de géologie et minéralogie à l'Université du Michigan mais réside toujours à Détroit, dont il devient le maire en 1842.
En 1845, il organise une exploration de la région du Lac Supérieur, cette fois financée par gouvernement fédéral. Il trouve la mort en naviguant sur le lac, avec deux compagnons, leur navire étant pris dans une tempête. Son nom a été donné à une ville et des chutes d'eau du secteur.